# Paolo Mengoli (politico)
Paolo Mengoli (Bologna, 29 marzo 1940 – Bologna, 7 marzo 2025) è stato un politico italiano.

## Biografia
Laureatosi in Scienze Matematiche nel 1967 presso l'Università di Bologna, viene assunto come ricercatore nel settore del calcolo numerico dal CNEN (successivamente diventato ENEA). Dal 1985 è alla Direzione Centrale Relazioni, con l'incarico di curare i rapporti con la regione Emilia-Romagna. In aspettativa durante il periodo del mandato parlamentare, riprende successivamente a lavorare per l'ENEA, fino al pensionamento avvenuto nel 1996.
Attivo nell'ambito del volontariato sociale cattolico fin dal 1967, è stato membro della Consulta della Caritas diocesana di Bologna tra il 1977 e il 1990, per poi ricoprire l'incarico di Direttore a partire dal 2005.

## Attività politica
È stato consigliere comunale a Bologna tra il 1990 e il 1995 (gruppo DC) e tra il 1995 e il 1999 (gruppo PPI). Nella XI legislatura è stato eletto deputato nelle file della DC.